# Ghiacciaio Pryor
Il ghiacciaio Pryor è un ghiacciaio lungo circa 55 km situato sulla costa di Oates, nella regione nord-occidentale della Dipendenza di Ross, in Antartide. In particolare, il ghiacciaio, il cui punto più alto si trova a circa 1600 m s.l.m., fluisce verso nord-est partendo dall'estremità settentrionale dei monti USARP, che sono da esso delimitate a nord e separate dai colli Wilson, e scorrendo all'interno di una vallata fino a entrare nel ghiaccio pedemontano Kooperatsiya, a nord del monte Shields.

## Storia
Il ghiacciaio Pryor è stato mappato per la prima volta dallo United States Geological Survey grazie a fotografie scattate dalla marina militare statunitense (USN) durante ricognizioni aeree e terrestri effettuate nel periodo 1960-62, e così battezzato dal Comitato consultivo dei nomi antartici in onore di Madison E. Pryor, leader scientifico presso la stazione McMurdo nel 1959 e scienziato statunitense in visita presso la base di ricerca sovietica Mirnyj nel 1962.